# Euarê

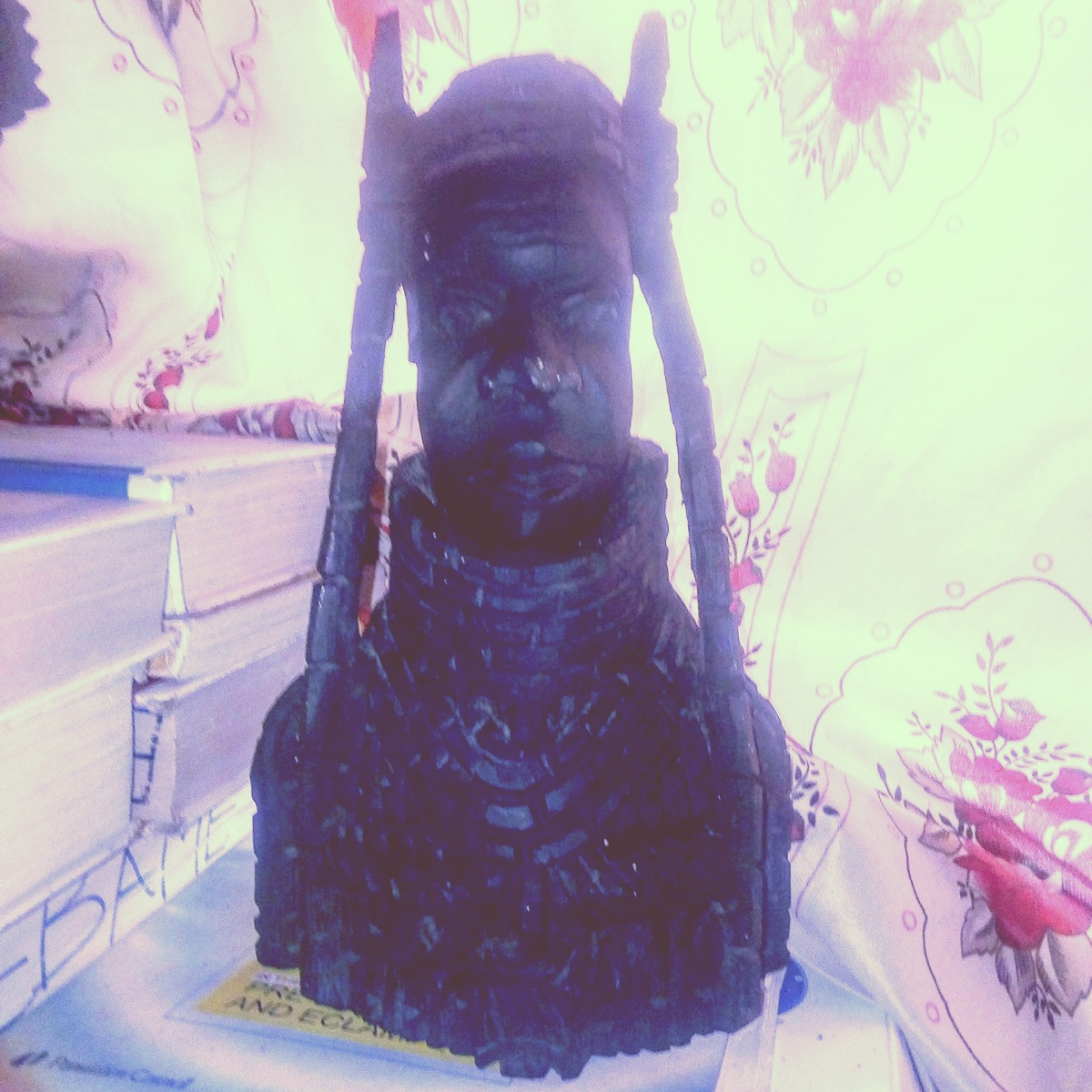
Busto de Euarê, obá de Benim.

Euarê ou Euare foi obá do Império do Benim entre 1440 e 1473 ou até 1480, dependendo das fontes. Também conhecido como Euare o Grande, o seu reinado marcou o início da recuperação e reforma que abriu o caminho para o avanço do Império do Benim como um dos principais estados da África Ocidental nos séculos XV e XVI. Euarê foi também responsável pela expansão territorial do Benim, com afirmações de que ele subjugou 201 aldeias no sul da Nigéria.
Euarê é considerado o criador do Império Edo, como o Império do Benim é também conhecido, devido à evolução que lhe é atribuída.
Em 1492 o navegador português Rui de Sequeira, ao serviço de D. João II de Portugal, alcançou a costa da atual Nigéria, baptizando a lagoa na região de Lagos com o nome Lago de Curamo. Desenvolveu-se o comércio costeiro entre os portugueses e os edos, que entraram em contato com Euarê próximo do fim do seu reinado. O contacto resultou na introdução de novas armas, como a besta.
Euarê é creditado como o fundador do festival Iguê que é comemorado ainda no Império do Benim no estado de Edo, na Nigéria.